# Nesophontes edithae
Espèce
Statut de conservation UICN

 EX  : Éteint
Nesophontes edithae est une espèce disparue de mammifères appartenant à la famille des Nesophontidae. Cette musaraigne est endémique de l'archipel des Antilles où on la rencontrait à Porto Rico et sur les Îles Vierges des États-Unis. L'espèce s'est éteinte dès le XVIe siècle. On pense que l'animal n'a jamais été observé vivant par les Européens. On estime la date de sa disparition grâce aux fossiles et aux artéfacts des autochtones. Il a disparu après l'introduction du rat et vraisemblablement en raison de la destruction de son habitat forestier.

## Classification
Cette espèce a été créée en 1916 par le mammalogiste américain Harold Elmer Anthony (1890-1970).
Classification plus détaillée selon le Système d'information taxonomique intégré (SITI ou ITIS) :
 Règne : Animalia ; sous-règne : Bilateria ; infra-règne : Deuterostomia ; Embranchement : Chordata ; Sous-embranchement : Vertebrata ; infra-embranchement : Gnathostomata ; super-classe : Tetrapoda ; Classe : Mammalia ; Sous-classe : Theria ; infra-classe : Eutheria ; ordre : Soricomorpha ; famille : Nesophontidae ; genre : Nesophontes.
Traditionnellement, les espèces de ce genre sont classées dans l'ordre des Insectivora, un regroupement qui est progressivement abandonné au XXIe siècle.